# Dziewin (Ścinawa)
Dziewin (deutsch: Dieban) ist ein Dorf in Polen in der Woiwodschaft Niederschlesien. Es liegt in Kreis (Powiat) Lubiński und gehört zur Stadt- und Landgemeinde Ścinawa.

## Geschichte
Das Dorf kam 1526 unter die Herrschaft der österreichischen Habsburger und gehörte ab 1741 zu Preußen. Nach der Übergabe Dziewins an Polen im Jahr 1945 wurde die deutschsprachige Bevölkerung größtenteils nach Deutschland vertrieben und durch polnischsprachige Menschen ersetzt.

## Sehenswürdigkeiten
- Schloss Dieban (Pałac)

- Filialkirche St. Petrus und Paulus (kościół filialny pw. śś. Piotra i Pawła) ist eine ehemals evangelische Kirche. Die gotische Saalkirche stammt aus dem 14. Jahrhundert, der Turm vom Ende des 16. Jahrhunderts. Sie wurde renoviert 1947 und 1963. Im Inneren gibt es einen manieristischen Hauptaltar von 1660 und eine Renaissance-Kanzel. Dazu kommen Grabmäler der Familien von Kanitz und von Schweinitz.[1]

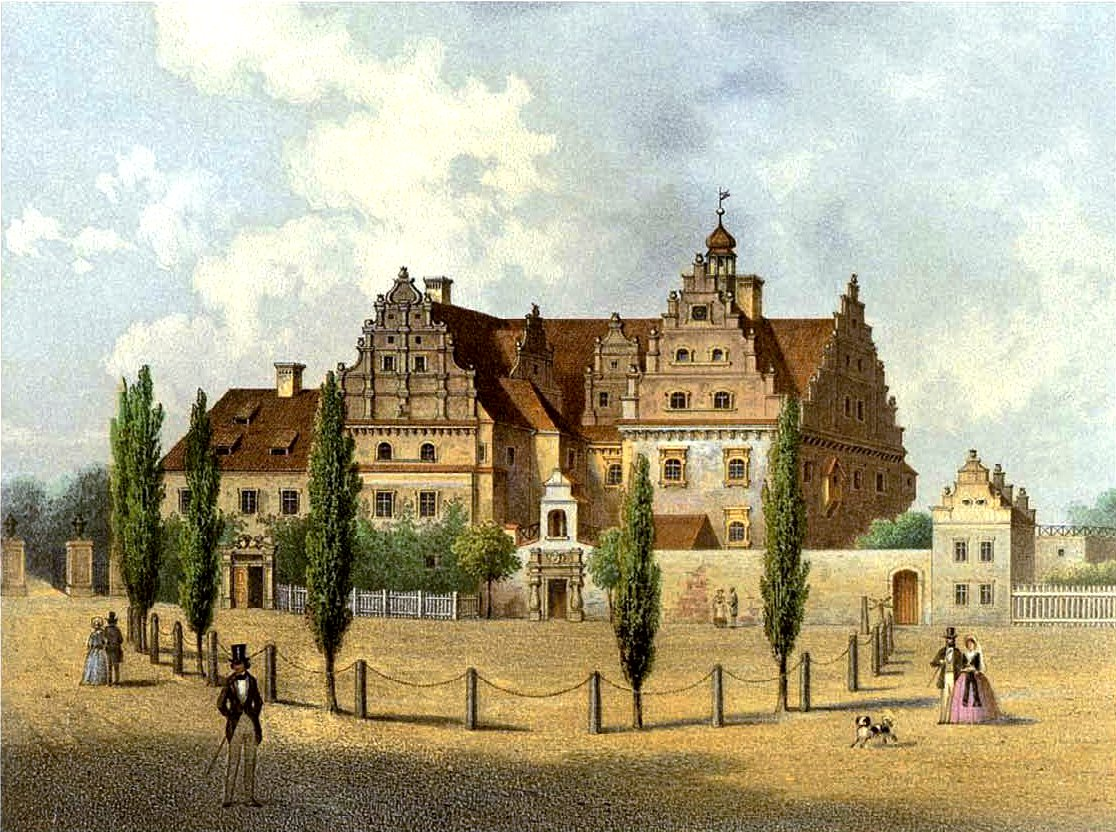
Schloss Dieban im 19. Jahrhundert
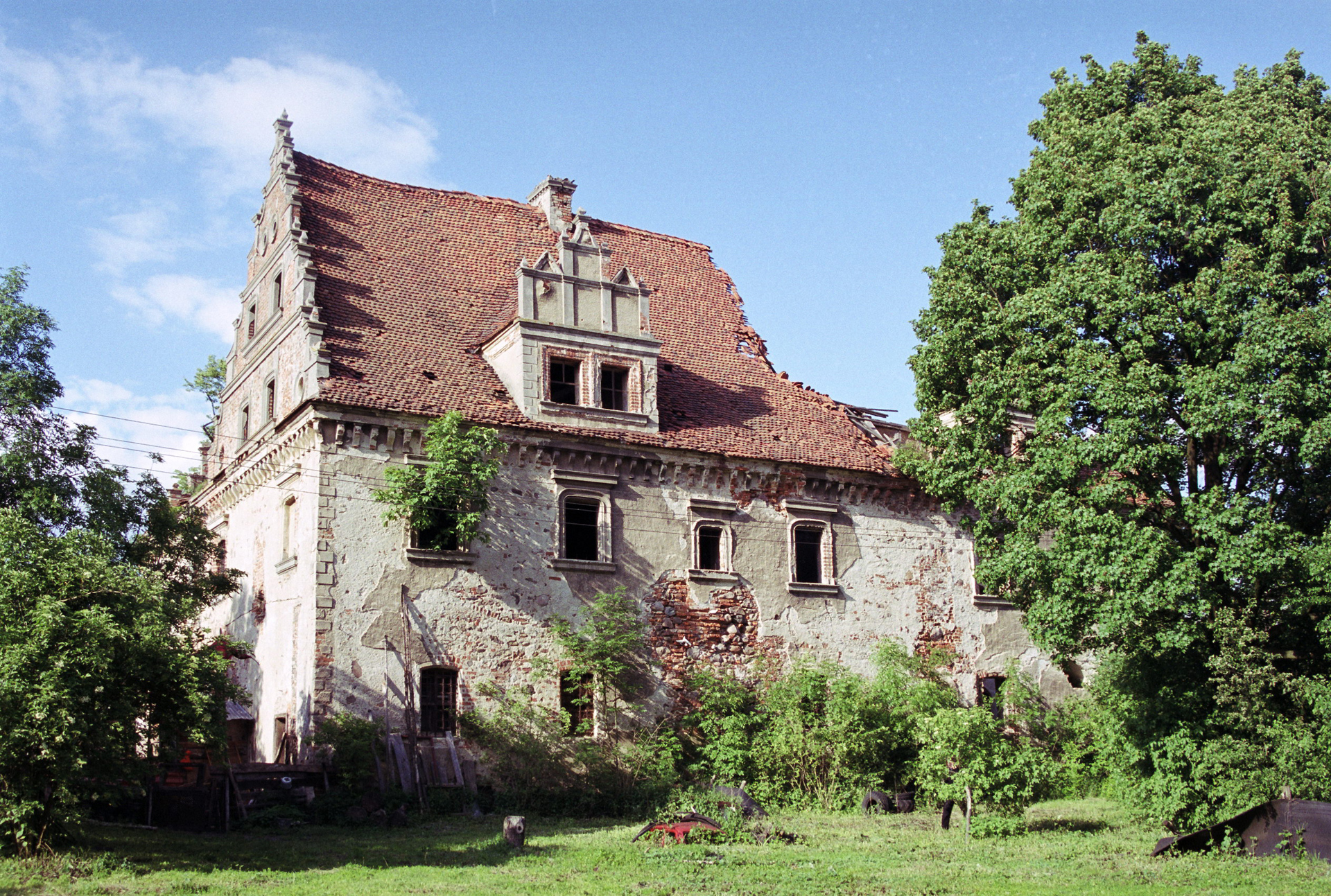
Schloss Dieban heute